# تقلب (فیلم ۱۹۱۲)
«تقلب» (انگلیسی: The Cheat) یک فیلم صامت به کارگردانی آلفرد رالف است که در سال ۱۹۱۲ منتشر شد.